# Zakariasdamm
Der Zakariasdamm ist eine 95 Meter hohe Talsperre in der Kommune Fjord in der norwegischen Provinz (Fylke) Møre og Romsdal. Sie wurde von 1966 bis 1969 gebaut und war im Jahr ihrer Fertigstellung die höchste Nordeuropas. 1976 wurde sie mit dem norwegischen Architekturpreis Betongtavlen ausgezeichnet.
Die doppelt gekrümmte Bogenstaumauer aus Beton variiert von einem Meter bis 4,20 Meter Dicke. An den Seiten sind Stützpfeiler, so genannte Widerlager, ausgebildet. Luftseitig ist eine Isolationswand errichtet worden. Zwischen dieser und der Staumauer befindet sich die Inspektionsgalerie.
Die Staumauer staut den See Zakariasvatn mit 70 Mio. m³ auf 375–450 moh. und bildet nach dem Stausee Vikvatn, mit 72 Mio. m³, den zweitgrößten Stausee der Wasserkraftanlage Tafjordfjella. Er liefert Wasser für das Wasserkraftwerk Tafjord IV.
Beim Aufstauen des Sees wurden drei Gehöfte überflutet, deren Überreste man bei niedrigem Wasserstand noch erkennen kann.
Im Jahr 2003 erfolgte eine Neubeurteilung des Baus. Es wurden unter anderem Kontrollberechnungen mittels der FEM-Analyse durchgeführt, die ergaben, dass die Sturzstabilität an den Widerlagern nicht zufriedenstellend war. So wurden Verstärkungsmaßnahmen ergriffen. Im Jahr 2006 ergab die Studie zur Erdbebensicherheit, dass im Fall eines leeren Speichers der obere Teil der Staumauer einstürzen könnte. Im Jahr 2009 wurden weitere Sanierungsmaßnahmen durchgeführt.